# Порождающая грамматика
Порожда́ющая грамма́тика (генеративная грамматика; англ. generative grammar) — формализм генеративной лингвистики, связанный с изучением синтаксиса. 
В рамках подхода порождающей грамматики формулируется система правил, при помощи которых можно определить, какая комбинация слов оформляет грамматически правильное предложение. Термин введён в научный оборот в работах Ноама Хомского в конце 1950-х годов (в ранних версиях теории Хомского использовался термин трансформационная грамматика, англ. transformational grammar). Хомский утверждает, что многие свойства порождающей грамматики производны от универсальной грамматики.
Сторонники порождающей грамматики придерживаются идеи, что грамматический строй не является результатом коммуникативной функции и не усваивается личностью в процессе обучающего взаимодействия с окружающей средой. Этим порождающая грамматика отличается от подходов, принятых в когнитивной грамматике, функционалистской и бихевиористской теориях.
Правила порождающей грамматики функционируют как алгоритмы, дискретно определяющие наличие или отсутствие грамматической правильности предложения.